# Nik's Brih Rīga
Nik's Brih Riga byl hokejový klub z Rigy. Klub hrával jen Lotyšskou hokejovou ligu. Klub byl založen roku 1987 a zanikl roku 2000. Jejich domovským stadionem byl Riga ledus halle.

## Vítězství
- Lotyšská liga ledního hokeje - 1995, 1996, 1998 a 1999